# 克里夫·艾佛頓
克里夫·哈羅德·艾佛頓（Clive Harold Everton，1937年9月7日—2024年9月27日），是ITV和Sky的威爾斯資深評論員和前BBC司諾克評論員、記者、作家和前職業司諾克與英式撞球運動員。由於他對比賽的了解超過四十年，他一般被認為是司諾克的權威評論員。
他在電台開始了他的BBC職業生涯，後來在電視上工作，評論1978年至2010年世界司諾克錦標賽。他繼續在其他廣播公司評論，包括ITV4的冠中冠賽事和世界大獎賽錦標賽，天空體育台的世界成人錦標賽和司諾克單局限時賽，和Perform Media的冠軍聯賽評論，並推動一些博彩網站和《世界司諾克》的訂閱服務。他還為其他全球性廣播公司發表評論，包括Eurosport、CBC和澳大利亞的Fox Sports。
2017年，艾弗頓在年度司諾克頒獎典禮上入選司諾克名人堂。